# Nehrkorn-Mistelfresser
Der Nehrkorn-Mistelfresser (Dicaeum nehrkorni) ist eine Vogelart aus der Familie der Mistelfresser (Dicaeidae). Er ist auf der indonesischen Insel Sulawesi endemisch. Das Artepitheton bezieht sich auf den deutschen Ornithologen Adolph Nehrkorn.

## Merkmale

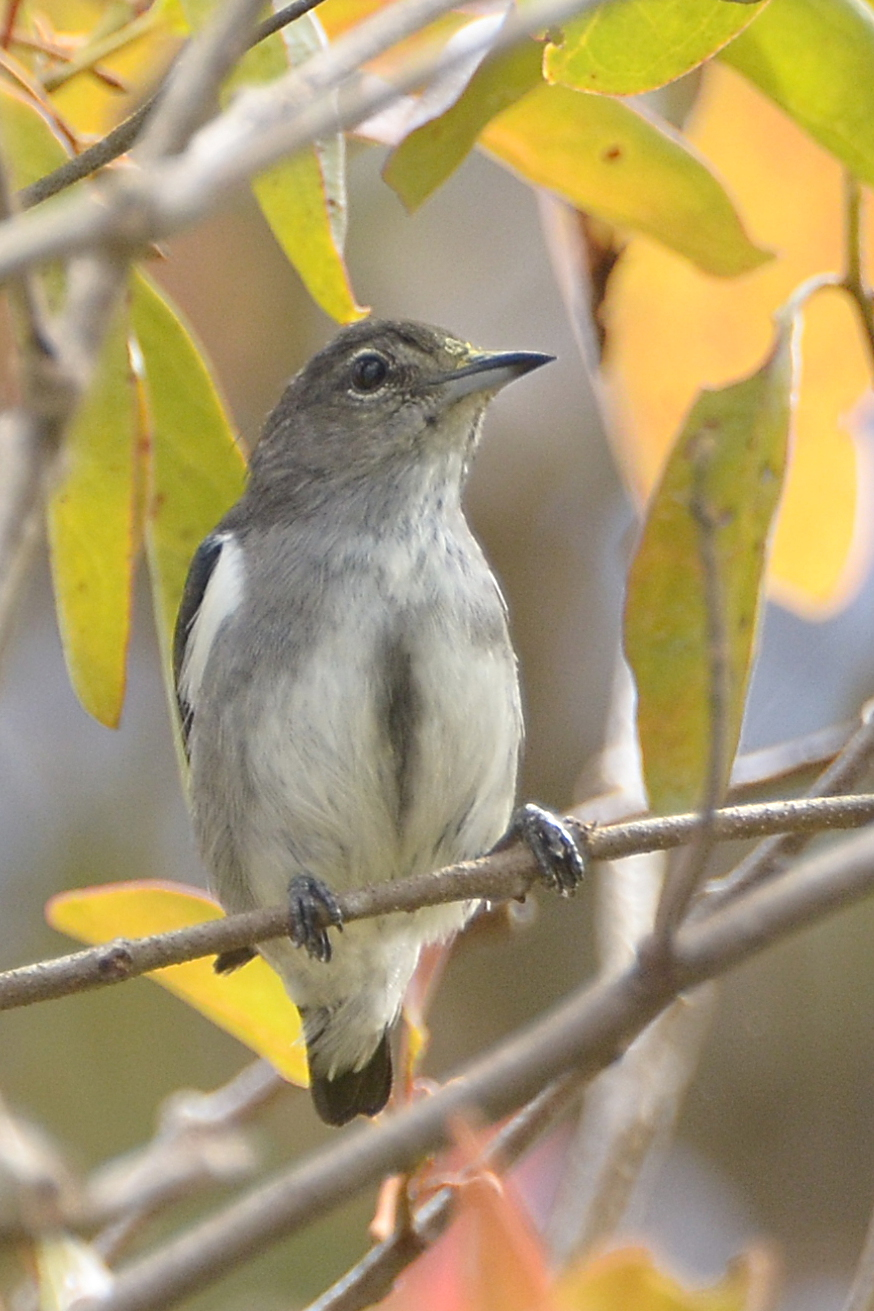
Weiblicher Nehrkorn-Mistelfresser

Der Nehrkorn-Mistelfresser erreicht eine Länge von 8,5 Zentimetern. Beim Männchen sind der Scheitel und der Bürzel leuchtend purpurrot. Die Stirn, der Überaugenstreif, der Hinterkopf und die übrige Oberseite sind glänzend blau-schwarz. Die Kehle, die Brust und die Flanken sind grau. Die Brust zeigt einen purpurroten Flecken und weiße Büschel. Der Unterbauch ist weiß mit einem schwarzbraunen Mittelstreifen. Die Iris ist dunkel. Der Schnabel ist dunkelbraun bis schwarz. Die Beine sind schwärzlich. Das Weibchen ist stumpfer als das Männchen gefärbt. Die Rotfärbung des Scheitels, der Brustfleck und der Unterbauchstreifen fehlen. Die Jungvögel sehen den Weibchen ähnlich. Bei ihnen fehlt die Rotfärbung am Bürzel. Der Gesang besteht aus einem „zit-zit“, der in einer kurzen, scharfen Doppelnote wiedergegeben wird sowie aus einem sich wiederholenden, harten „tit“ und schrillen insektenähnlichen Trillern.

## Lebensraum
Der Nehrkorn-Mistelfresser bewohnt Bergwälder und Waldränder in Höhenlagen zwischen 200 und 2400 m.

## Lebensweise
Die Nahrung besteht aus Früchten, darunter Wildkirschen (Prunus) und Beeren und vermutlich aus dem Nektar und den Pollen der Riemenblumengewächse (Loranthaceae). Er kommt überwiegend im Blätterdach vor und geht einzeln oder paarweise auf Nahrungssuche, wo er häufig in gemischten Vogelschwärmen zu beobachten ist. Sein Brut- und Wanderverhalten ist nicht hinreichend erforscht.

## Bestand und Gefährdung
Der Nehrkorn-Mistelfresser ist weit verbreitet, aber allgemein nicht zahlreich. In größeren Höhenlagen ist er am häufigsten anzutreffen. Er kommt in mehreren Schutzgebieten, darunter im Nationalpark Lore Lindu, im Zentrum von Sulawesi vor. Die IUCN stuft ihn als nicht gefährdet ein.